# Centroscymnus macracanthus
Centroscymnus macracanthus är en hajart som beskrevs av Regan 1906. Centroscymnus macracanthus ingår i släktet Centroscymnus och familjen håkäringhajar. IUCN kategoriserar arten globalt som otillräckligt studerad. Inga underarter finns listade i Catalogue of Life.